# Chirosia yukara
Chirosia yukara este o specie de muște din genul Chirosia, familia Anthomyiidae, descrisă de Masayoshi Suwa în anul 1974. Conform Catalogue of Life specia Chirosia yukara nu are subspecii cunoscute.